# Felipe Romero
Felipe Romero (ur. 18 kwietnia 1984 w Guerrero Negro) – meksykański bokser wagi junior ciężkiej, były zawodowy Mistrz Meksyku w kategorii cruiser. 
15 października 2005 Romero stoczył pierwszą zawodową walkę. W swoim debiucie pokonał przez techniczny nokaut, w 1 rundzie rodaka Martina Murillo.
26 maja 2007 Felipe Romero pierwszy raz w karierze zdobył tytuł zawodowego Mistrza Meksyku w kategorii junior ciężkiej, pokonując w 7 rundzie, przez nokaut Ramiro Reducindo.
31 marca 2012 Romero zmierzył się z Mateuszem Masternakiem, przegrywając w 10 rundzie przez techniczny nokaut.
18 sierpnia 2012 na gali w Międzyzdrojach Felipe Romero przegrał w 6 rundzie przez techniczny nokaut z Krzysztofem Głowackim. Stawką pojedynku był tytuł Międzynarodowego Mistrza Polski w kategorii junior ciężkiej oraz pas  WBO Intercontinental.
9 sierpnia 2013 Romero stoczył swoją pierwszą walkę w kategorii ciężkiej. W pojedynku o pas WBO Asia Pacific przegrał w 9 rundzie, przez techniczny nokaut, z Alexem Leapai.
11 września  2013 w Kijowie, przegrał pojedynek przed czasem w piątej rundzie z debiutującym na zawodowych ringu Ukraińcem Ołeksandr Usykem (1-0, 1 KO).